# Nick Mason
Nicholas Berkeley "Nick" Mason, född 27 januari 1944 i Birmingham, West Midlands, är en brittisk trummis.
Nick Mason är och har sedan starten varit trummis i det psykedeliska och progressiva rockbandet Pink Floyd. Han är också den enda musikern i bandet som medverkat i hela bandets historia.
Efter att Pink Floyd gav ut albumet The Final Cut 1983 såg bandet ut att vara splittrat i praktiken, men 1986 återförenades Mason med David Gilmour, gitarr och sång, och 1987 gav de ut skivan A Momentary Lapse of Reason, där även den gamle organisten Richard Wright medverkade. Även 1994 gav de tre ut en skiva, The Division Bell.
Motorsport har alltid varit en stor hobby i Nick Masons liv, och vid sidan av musiken har han tävlat i bland annat tävlingen Le Mans och tagit flygcertifikat.
2005 gav Nick Mason ut boken Inside Out: A Personal History of Pink Floyd, som efter Live 8-återföreningen blev uppdaterad i en ny upplaga. Alla medlemmar i Pink Floyd (utom Syd Barrett) har dessutom godkänt bokens innehåll, och kommit med tillägg och ändringar.

## Diskografi (urval)
Soloalbum
- Nick Mason's Fictitious Sports (1981)

Med Rick Fenn
- Profiles (1985)
- Life Could Be a Dream (1986) (soundtrack)
- White of the Eye (1987) (soundtrack)
- Body Contact (1987) (soundtrack)
- Tank Malling (1988) (soundtrack)

Med Michael Mantler
- The Hapless Child (1976)
- Something There (1982)
- Live (1987)
- Review (2000)
- Concertos (2008)